# Азар, Аси
Аси Азар (ивр. אסי עזר‎, род. 10 июня 1979 года, Холон, Израиль) — израильский телеведущий, сценарист и продюсер.

## Биография
Аси Азар родился 10 июня 1979 года в Холоне, Израиль.
Получил широкую известность как ведущий реалити-шоу «Большой брат» (2008—2015) и музыкального проекта «Восходящая звезда» (с 2013 года). В 2019 году был одним из ведущих проходившего в Тель-Авиве конкурса песни «Евровидение» вместе с Бар Рафаэли, Эрезом Талем и Люси Аюб.
Создатель комедийного сериала «Пекарь и красавица», адаптации которого вышли в нескольких странах. Автор документального фильма «Мама и папа, мне нужно вам что-то сказать».

## Личная жизнь
Открытый гей. С 2016 года состоит в браке с испанским архитектором Альбертом Эсколой (Albert Escolà).